# Myotis evotis
Myotis evotis је врста слепог миша из породице вечерњака (лат. Vespertilionidae).

## Распрострањење
Врста је присутна у Канади, Мексику и Сједињеним Америчким Државама.

## Станиште
Врста Myotis evotis има станиште на копну.

## Начин живота
Врста углавном живи у мешаним четинарским шумама. Гнезди се у стаблима, пећинама, напуштеним кућама итд. Храни се инсектима.

## Угроженост
Ова врста није угрожена, и наведена је као последња брига јер има широко распрострањење.

### Популациони тренд
Популација ове врсте је стабилна, судећи по доступним подацима.